# SS Edmund Fitzgerald
El SS Edmund Fitzgerald fue un carguero lacustre estadounidense que se hundió el 10 de noviembre de 1975 en el lago Superior.

## Historia
El nacimiento del SS Edmund Fitzgerald se remonta al 1 de febrero de 1957. La Northwestern Mutual Life Insurance Company de Milwaukee contrató a la Great Lake Engine Works (GLEW) de Rogue River, para la construcción de un buque minero granelero para circular por los Grandes Lagos. En el contrato figuraba la estipulación de que el barco sería el mayor de los Grandes Lagos. GLEW comenzó la construcción el 7 de agosto de 1957, y se estimó que se terminaría para mediados de 1958. La Northwestern anunció que le pondría el nombre Edmund Fitzgerald, en honor al padre del presidente de la compañía, quien había sido capitán de barco. La ceremonia de inauguración se realizó el 7 de junio de 1958, y el 22 de septiembre de ese año, el barco completó 9 días de pruebas en el mar.
El buque tenía una capacidad de 24131 t. La gran bodega de carga tenía un total de 20 escotillas, cada una de 3,53 m × 16,5 m y un espesor de 8 mm de acero. 
El barco originalmente tenía 2 máquinas de vapor, pero luego se lo convirtió para gas oil, entre 1971 y 1972. Con una longitud de 222 m de eslora, fue el barco más grande de los Grandes Lagos, un récord que se mantuvo hasta 1970 cuando el Lakers apareció por primera vez.
El SS Edmund Fitzgerald comenzó sus operaciones el 13 de septiembre de 1958, donde hizo su primera entrega al Noroeste, a la División de transporte de Columbia de la Oglebay Norton Corporation, una semana más tarde. Durante los 17 años siguientes el Edmund Fitzgerald transportó taconita desde las minas de Duluth, hierro a las obras en Detroit, Toledo y otros puertos más. Antes del naufragio del 10 de noviembre de 1975, sufrió 5 colisiones. 
La primera colisión fue en 1969 cuando quedó varado, la segunda en 1970 después de chocar con el SS Hochelaga, ese mismo año también choca contra el muro de bloqueo, en 1973 vuelve a colisionar y otra vez al año siguiente. También perdió su ancla de proa en el Río Detroit en 1974. Ninguno de estos incidentes, no obstante, fue considerado serio o peligroso.

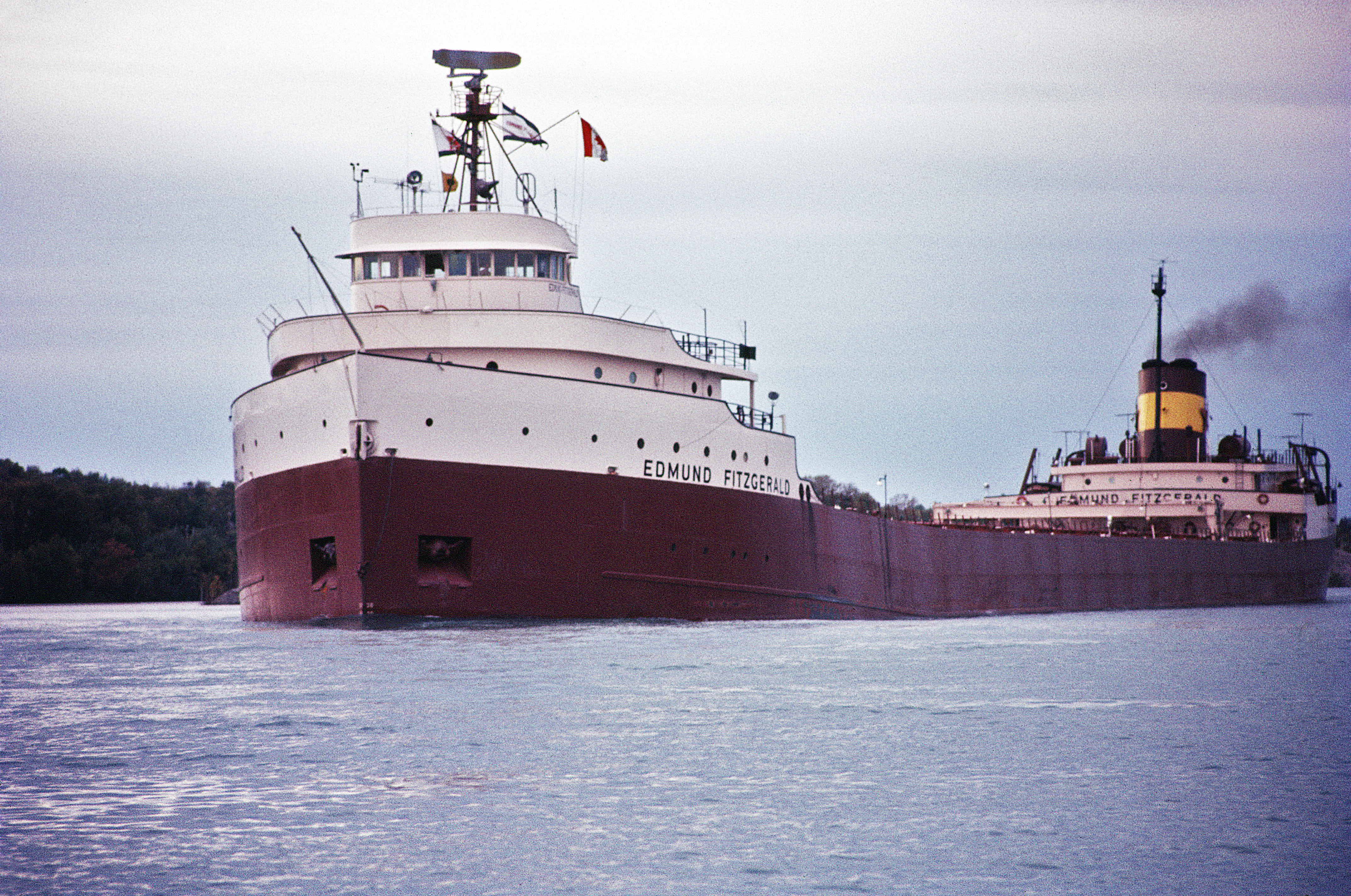
El SS Edmund Fitzgerald, en 1971.

### Naufragio
La tarde del 10 de noviembre de 1975 partió hacia la fábrica de acero en la isla Zug, cerca de Detroit, al mando del capitán Ernest M. McSorley, con un cargamento de taconita y pronto alcanzó su velocidad máxima de 14,2 nudos (26,2 km/h). Un segundo carguero, el Arthur M. Anderson, con destino a Gary desde Two Harbors, se unió a la ruta con el Fitzgerald. El Fitzgerald era el barco más rápido mientras que el Anderson lo seguía desde atrás a unos cuantos kilómetros de distancia.
Cruzando el Lago Superior, los dos barcos se encontraron con una muy feroz tormenta de invierno. Los informes meteorológicos del momento indicaban vientos de casi 100 km/h y olas de hasta más de 10 m. Debido a la tormenta se debieron cerrar las esclusas. Los cargueros alteraron sus rutas para rodear la tormenta, dirigiéndose hacia el norte para buscar refugio en las costas de Canadá. Más tarde cruzarían a Whitefish Bay, enforzando a las esclusas de Sault Ste. Marie, en Míchigan.
En la tarde del 10 de noviembre, el Fitzgerald dio un informe sobre los daños producidos por la tormenta, que incluían la pérdida del radar pero que no era un problema demasiado grave. Este se mantuvo en el área de comunicación con el Anderson. 
La última comunicación de la embarcación llegó aproximadamente a las 19:10h, cuando el Fitzgerald le notificaba al Anderson de olas que chocaban contra el barco que eran bastante grandes. El capitán McSorley le informó: "Aguantamos como podemos", pero pocos minutos después se perdió repentinamente y no se detectó ninguna señal de socorro. Poco más de 10 minutos después de lo sucedido no podía ser detectado por el radar del Anderson, y a las 20:32 se le informó a la Guardia Costera por la preocupación acerca del destino del barco.

## En la cultura popular
En 1976, el cantautor canadiense Gordon Lightfoot escribió, compuso y grabó la canción "The Wreck of the Edmund Fitzgerald" para su álbum Summertime Dream. En una entrevista en la National Public Radio el 14 de febrero de 2015, Gordon Lightfoot afirmó haberse inspirado para escribir la canción debido a que vio mal escrito el nombre del barco ("Edmond" en lugar de "Edmund") en un artículo en la revista Newsweek dos semanas después de la tragedia. Lightfoot afirmó que sintió que aquello deshonraba la memoria de los 29 marineros que perecieron en el hundimiento.